# Fabián Alarcón
Fabián Ernesto Alarcón Rivera (ur. 14 kwietnia 1947) – ekwadorski polityk i adwokat, przywódca Radykalnego Frontu Alfarystów (FRA), od 1991 do 1992 i od 1995 do 1997 przewodniczący parlamentu, od 6 do 9 lutego 1997 oraz od 11 lutego 1997 do 10 sierpnia 1998 tymczasowy prezydent Ekwadoru (objął urząd po odsunięciu od władzy niezrównoważonego psychicznie Abdali Bucarama).